# Bikejoring

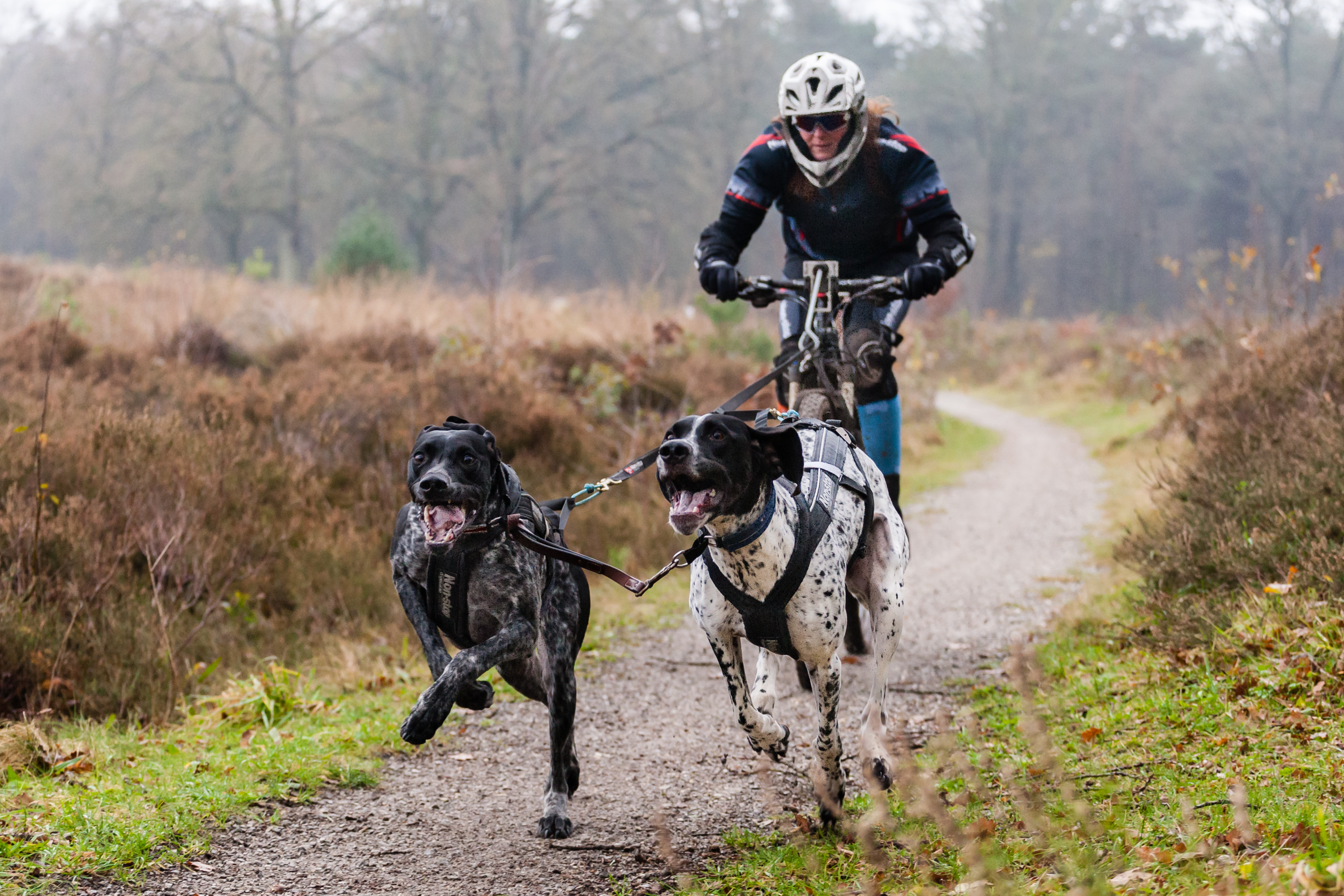
Dwa greystery ciągnące rower podczas Bikejoringu

Bikejoring jest dyscypliną sportu zaprzęgowego rozgrywaną na dystansach sprinterskich, w której jeden lub dwa psy ciągną rower połączone z nim liną z amortyzatorem. Trasa biegu liczy zazwyczaj od 4 do 10 km. Maszer chcący wystartować w bikejoringu musi mieć co najmniej 15 lat i zdrowego psa o wadze minimum 12 kg, którego w żaden fizyczny sposób nie można zmuszać do biegu. Zaprzęgi bikejoringowe bardzo często osiągają najwyższą średnią prędkość zawodów (ok. 40 km/h), a maksymalnie na zjazdach około 60 km/h. Stanowi to o widowiskowości bikejoringu i pozwala zakwalifikować go do sportów ekstremalnych. 
W Polsce bikejoring to już oficjalna dyscyplina sportu podlegająca pod Polski Związek Sportu Psich Zaprzęgów. Polska posiada kadrę i reprezentację w tej dyscyplinie i reprezentują ją zawodnicy z tytułami mistrzów świata i Europy.
Najszybsze w bikejoringu psy to Greystery- specjalne mieszanki wyżłów i greyhoundów, wykorzystywane również w innych dyscyplinach zaprzęgowych.